# Josefina Chantre
Josefina Chantre, también conocida como Zezinha Chantre, (Municipio de Paul, Isla de Santo Antão, 1942) es una activista caboverdiana que luchó por el fin del colonialismo portugués y por la independencia de Guinea-Bisáu y Cabo Verde. Es la presidenta de la Asociación de Mujeres de África Occidental del Renacimiento Africano (RAMAO-CV) y fue fundadora de la Organización de Mujeres de Cabo Verde.

## Trayectoria
Josefina Chantre nació en el municipio de Paul, en la Isla de Santo Antão de Cabo Verde, en 1942, en una familia de diez hermanos. Estudió en la Isla de São Vicente y más tarde, en la década de 1960, se fue a Portugal, con una beca del Ministro de Ultramar, Adriano Moreira, donde realizó el curso técnico en trabajo social.
Se trasladó a Angola, donde trabajó en el Instituto de Asistencia Social, en el chabolismo y barrios marginales en varias provincias, lo que la hizo adquirir una mayor conciencia política al sentir la discriminación e injusticia social. Dos años después se trasladó a Luanda donde se matriculó en el Instituto Superior de Serviço Social. Posteriormente, se trasladó a Portugal y estudió en la Escola Superior de Serviço Social, en Lisboa, donde conoció a jóvenes que ya luchaban por la independencia de las colonias y eran miembros de la resistencia africana.
En 1970, Chantre viajó a Suecia, con su entonces pareja, el mozambiqueño Joaquim Ribeiro Carvalho, miembro del Frente de Liberación de Mozambique (FRELIMO). Más tarde se desplazó a Argel con el objetivo de ir a Tanzania, la trinchera armada de la lucha en Mozambique. A pesar de que se le impidió ir,  y de que ya conocía la política del Partido Africano para la Independencia de Guinea y Cabo Verde, se mudó a Conakri para ayudar con los movimientos de liberación nacional. En esa ciudad trabajó en la secretaría de Amílcar Cabral y fue responsable de comunicación, trabajando en la actualización del diario Liberação y realizando trabajos de radio en criollo de barlovento.
Tras la muerte de Amílcar Cabral, Chantre fue enviada con Inácio Semedo, también miembro del PAIGC, a Argelia, país que había dado apoyo logístico en la lucha armada, en la formación de compañeros del PAIGC y en el apoyo a las negociaciones de Londres, ya que era necesario explicar los motivos de la muerte de Cabral. Chantre participó en la lucha de liberación nacional y, tras la independencia de Cabo Verde, dedicó su vida a la lucha por la igualdad de las mujeres en ese país, adonde se trasladó en 1980.
Chantre destacó el papel de la mujer en la construcción de Cabo Verde, afirmando que “las mujeres caboverdianas fueron doblemente colonizadas: primero fueron explotadas por el colonialista y luego por el propio hombre”. Al inicio de la construcción de un Cabo Verde independiente, el partido consideró que el desarrollo debía ser global, sin embargo Cahntre consideró erróneo este planteamiento, ya que más de la mitad de la población estaba conformada por mujeres, y es en esta coyuntura que nace la primera organización de mujeres en Cabo Verde, la Organización de Mujeres de Cabo Verde para desarrollar políticas y proyectos de igualdad de género, con miras a construir un país igualitario. Chantre también defendió el refuerzo en educación y formación, para que los caboverdianos, la mayoría de los cuales trabajan en el mercado informal, puedan acceder a trabajos dignos y salarios justos. Entre otros proyectos, desarrollaron el programa de planificación familiar y protección maternoinfantil conocido como PMI-PF e implementaron toda la red de jardines de infancia de Cabo Verde.
Chantre continuó su activismo difundiendo información sobre la lucha de liberación nacional, especialmente para concienciar a los jóvenes y demostrar la contribución de las mujeres a la liberación de Guinea-Bissau y Cabo Verde.
Chantre se casó con Honório Chantre, caboverdiano y compañero en la lucha por la liberación de las colonias.